# وينثروب هاربور (إلينوي)
وينثروب هاربور (بالإنجليزية: Winthrop Harbor)‏ هي منطقة سكنية تقع في الولايات المتحدة في إلينوي. يقدر عدد سكانها بـ 6,742 نسمة .

## الموقع الجغرافي
الموقع الجغرافي للمناطق المحيطة بهذه النقطة هو كالتالي: